# Горњи Татеши
Горњи Татеши (мкд. Горно Татеши) су насеље у Северној Македонији, у западном делу државе. Горњи Татеши припадају општини Струга.

## Географија
Насеље Горњи Татеши је смештено у југозападном делу Северне Македоније. Од најближег града, Струге, насеље је удаљено 12 km северно.
Горњи Татеши се налазе у историјској области Дримкол, која се обухвата северну обалу Охридског језера, око истока Црног Дрима из језера. Насеље је смештено у северном делу Струшког поља, близу места где Црни Дрим утиче у клисуру. Северно од насеља се издиже планина Караорман. Надморска висина насеља је приближно 720 метара.
Клима у насељу, и поред знатне надморске висине, има жупне одлике, па је пре умерено континентална него планинска. 

## Становништво
Горњи Татеши су према последњем попису из 2002. године имали 1.148 становника. 
Већину становништва чине Албанци (99%).
Већинска вероисповест је ислам.